# Chicago Riverwalk

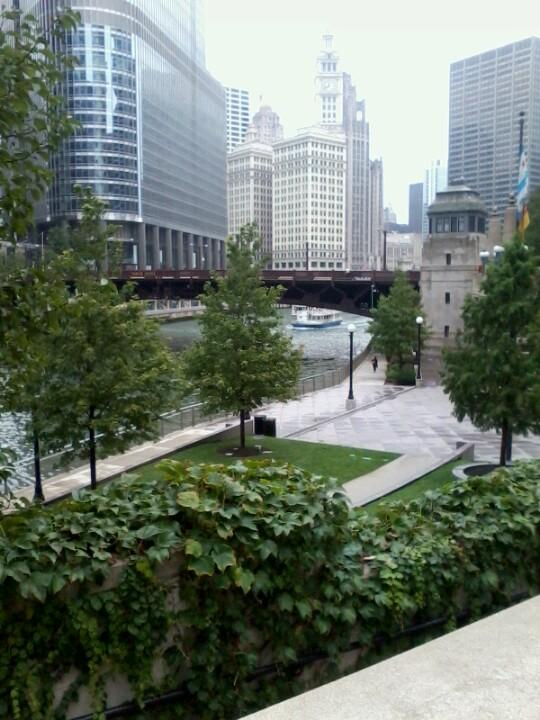
Il Riverwalk visto da Upper Wacker Drive guardando il Vietnam Veterans Memorial

Il Chicago Riverwalk, o semplicemente The Walk, è uno spazio pubblico multiuso situato sulla riva sud del fiume Chicago nel centro di Chicago, in Illinois. Si estende da Lake Shore Drive a Franklin Street. Viene spesso chiamato "Second Lakefront" (secondo lungolago) della città. Contiene spazi verdi, caffè, spazi commerciali ed è nel complesso un "ottimo posto dove gli impiegati e le famiglie possono rilassarsi e mangiare qualcosa".